# Verratene Revolution. Was ist die Sowjetunion und wohin treibt sie?
Verratene Revolution. Was ist die Sowjetunion und wohin treibt sie? ist der Titel eines von Leo Trotzki 1936 verfassten Werkes über das Wesen der Sowjetunion unter Stalins Herrschaft.

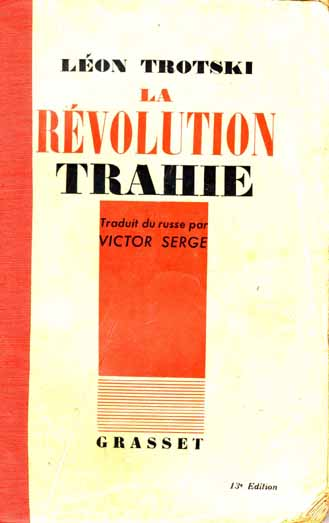

## Entstehung
Leo Trotzki begann im September 1935 im norwegischen Exil mit der Arbeit an einem aktuellen Vorwort für die vom amerikanischen Verlagshaus Simon & Schuster geplante Neuauflage seiner Geschichte der russischen Revolution. Dabei entstand unter dem Titel Tschto takoe SSSR i kuda on idet? (Was ist die Sowjetunion und wohin treibt sie?) ein Manuskript, das erheblich umfangreicher war als ursprünglich beabsichtigt und daher als eigenständige Veröffentlichung herausgegeben wurde. Der Verleger der Erstausgabe, die im Oktober 1936, übersetzt von Victor Serge, in Paris bei Grasset herauskam, gab dem Buch den von allen späteren Ausgaben übernommenen Titel La Révolution trahie. Noch im gleichen Jahr erschien eine tschechoslowakische Ausgabe; 1937 folgten eine amerikanische, eine argentinische, eine chilenische, eine deutsche, eine englische und eine japanische Ausgabe. Die deutsche Ausgabe konnte aufgrund der Herrschaft der Nationalsozialisten nicht in Deutschland erscheinen. Als „ein klassisches Werk der marxistischen Literatur“ (Isaac Deutscher) ist die noch vor den Moskauer Schauprozessen und den großen Säuberungen geschriebene Verratene Revolution Trotzkis gründlichste und umfassendste Analyse der Sowjetgesellschaft und der stalinistischen Diktatur.

## Inhalt
Trotzkis Buch beginnt mit einer Analyse des im Hinblick auf die Industrie, deren Produktion und überhaupt den Stand der Produktivkraftentwicklung seit der Oktoberrevolution Erreichten. Er vergleicht die offiziellen sowjetischen Angaben mit denen der entwickelten kapitalistischen Länder und stellt fest, dass die Sowjetunion mit deren Entwicklung nicht Schritt hält. Ein Entwicklungsvorsprung der Industrieländer sei nicht nur in der industriellen Güterproduktion, sondern auch in der Landwirtschaft zu verzeichnen; auf längere Sicht müsse aber die Sowjetunion, wolle sie Bestand haben, ihre Überlegenheit in der Frage der Produktivität unter Beweis stellen.
Im Weiteren zeichnet Trotzki den Gang der wirtschaftlichen Entwicklung seit der Oktoberrevolution nach („Kriegskommunismus“, NEP, die 1928 eingeleitete Zwangskollektivierung der Landwirtschaft und die forcierte Industrialisierung) und analysiert die von der (aus den inneren Kämpfen der KPdSU als Sieger hervorgegangenen und nach der Ausschaltung der linken wie der „rechten“ Opposition als einzige Gruppe übrig gebliebenen) Stalin-Fraktion vor allem in Hinblick auf die Erhaltung und den Ausbau der eigenen Machtstellung getroffenen politischen und ökonomischen Entscheidungen.
Trotzki beschreibt die Sowjetunion als zwischen Kapitalismus und Sozialismus stehendes – und aufgrund der Herrschaft der stalinistischen Bürokratie inzwischen stecken gebliebenes – Regime des Übergangs zwischen Kapitalismus und Sozialismus, dessen Zukunft nach zwei Seiten, zur Restauration kapitalistischer Produktionsverhältnisse wie zur Etablierung sozialistischer Verhältnisse, offen sei.
Die die Herrschaft auf allen Ebenen der Gesellschaft ausübende „totalitäre Bürokratie“, deren Führer Stalin ebenso sei wie deren Produkt, sei eine nahezu allmächtige Kraft geworden, die nur im Zuge einer neuerlichen (diesmal politischen – im Unterschied zu einer sozialen) Revolution entmachtet werden könne. Im Unterschied zu sozialen Klassen, die in den Produktionsverhältnissen einer gegebenen Gesellschaft verwurzelt seien, handele es sich bei der Sowjetbürokratie aber nicht um eine eigenständige Klasse. Trotzki bewertet die Sowjetunion als ein „Übergangs- oder Zwischenregime“, über dessen gesellschaftlichen Charakter die Geschichte noch nicht abschließend entschieden habe; für ihn steht aber fest, dass sie als Arbeiterstaat nur auf dem Weg einer neuen Revolution für die sozialistische Zukunft zu retten sei.